# Dänischer Fußballpokal 2001/02
Der Dänische Fußballpokal 2001/02 (unter Sponsorenschaft auch DONG Cup) war die 48. Austragung des dänischen Pokalwettbewerbs der Männer. Er wurde vom dänischen Fußballverband ausgetragen. Das Finale fand traditionell am Himmelfahrtstag (9. Mai 2002) im Parken von Kopenhagen statt. Pokalsieger wurde Odense BK, der sich im Finale gegen FC Kopenhagen durchsetzte.
Das Halbfinale wurde in Hin- und Rückspiel entschieden. In den anderen Runden wurden die Begegnungen in einem Spiel ausgetragen. Bei unentschiedenem Ausgang wurde zur Ermittlung des Siegers eine Verlängerung gespielt. Stand danach kein Sieger fest, folgte ein Elfmeterschießen.

## 1. Runde
Es nahmen 48 Mannschaften der Dänemarkserie sowie die 16 Teams der 2. Division 2000/01 teil.
|                            | Ergebnis              |                        |
| -------------------------- | --------------------- | ---------------------- |
| Amager FF                  | 1:2                   | Svogerslev BK          |
| B 1938 Idestrup            | 0:8                   | BK Frem Sakskøbing     |
| Amager BK 1970             | 3:0                   | Stensved IF            |
| Bov IF                     | 2:1                   | Vejen SF               |
| Dragør BK                  | 2:5                   | Vedbæk BK              |
| Dronninglund IF            | 3:2                   | Jetsmark IF            |
| FC Bornholm                | 1:1 n. V. (3:5 i. E.) | Frederiksberg BK       |
| Frederiksværk FK           | 3:8                   | Glostrup FK            |
| BK Fremad Valby            | 2:3                   | AC Ballerup            |
| BK Friheden                | 1:0                   | Holbæk B&I             |
| Grindsted G&IF             | 1:2                   | FC Fredericia          |
| Herning KFUM               | 3:1                   | Vildbjerg SF           |
| Hjørring AIK Frem          | 4:3 n. V.             | Frederikshavn fI       |
| Hvalsø IF                  | 2:5                   | VLI Frederiksberg IF   |
| KFUM Kopenhagen            | 3:0                   | Måløv BK               |
| BK Marienlyst              | 1:2                   | Dalum IF               |
| Nykøbing Falster Alliancen | 1:3                   | Næstved BK             |
| Nyborg G&IF                | 4:5 n. V.             | Tved BK                |
| Odder IGF                  | 2:4                   | IK Skovbakken          |
| Ringe BK                   | 2:3 n. V.             | Middelfart G&BK        |
| Ringkøbing IF              | 0:4                   | Holstebro BK           |
| Silkeborg KFUM             | 5:2                   | Viby IF                |
| BK Skjold Østerbro         | 4:2                   | Hellerup IK            |
| Skærbæk BK                 | 2:0                   | Kolding FC             |
| Slagelse B&I               | 0:2                   | Korup IF               |
| Søndermarkens IF           | 5:0                   | Brabrand IF            |
| Thisted FC                 | 3:0                   | Nørresundby BK         |
| Thurø BK                   | 1:2                   | Svendborg fB           |
| Taars-Ugilt IF             | 1:3                   | FC Nordjylland         |
| Værløse BK                 | 2:0                   | Roskilde KFUM          |
| Aalborg Freja              | 1:2                   | Vorup Frederiksberg BK |
| Aarup BK                   | 1:3                   | B 1909 Odense          |

## 2. Runde
Teilnehmer waren die 32 Sieger der ersten Runde und die 8 Vereine auf den Plätzen neun bis sechzehn der 1. Division 2000/01.
|                    | Ergebnis              |                        |
| ------------------ | --------------------- | ---------------------- |
| B 1909 Odense      | 2:3                   | FC Aarhus              |
| B 70 Taastrup      | 1:2                   | Glostrup FK            |
| Bov IF             | 0:8                   | Skive IK               |
| Dalum IF           | 1:0                   | FC Fredericia          |
| Dronninglund IF    | 2:7                   | FC Nordjylland         |
| Frederiksberg BK   | 1:4                   | Ølstykke FC            |
| BK Frem Sakskøbing | 3:1                   | AC Ballerup            |
| BK Friheden        | 4:2                   | VLI Frederiksberg IF   |
| Herning KFUM       | 2:3 n. V.             | Korup IF               |
| Middelfart G&BK    | 0:2                   | Hjørring AIK Frem      |
| Næstved BK         | 2:0                   | IF Skjold Birkerød     |
| Silkeborg KFUM     | 2:4                   | Randers SK Freja       |
| IK Skovbakken      | 1:0                   | Vorup Frederiksberg BK |
| Skærbæk BK         | 1:9                   | Holstebro BK           |
| Svendborg fB       | 0:1                   | Hvidovre IF            |
| Svogerslev BK      | 2:3                   | Fremad Amager          |
| Søndermarkens IF   | 1:1 n. V. (6:5 i. E.) | Thisted FC             |
| Tved BK            | 0:3                   | Brønshøj BK            |
| Vedbæk BK          | 2:4                   | BK Skjold Østerbro     |
| Værløse BK         | 2:3 n. V.             | KFUM Kopenhagen        |

## 3. Runde
Teilnehmer: Die 20 Sieger der zweiten Runde, sechs Teams auf den Plätzen drei bis acht der 1. Division 2000/01 und der Elfte und Zwölfte der Superliga 2000/01.
|                    | Ergebnis              |                    |
| ------------------ | --------------------- | ------------------ |
| AC Horsens         | 2:3                   | Randers SK Freja   |
| B.93 Kopenhagen    | 1:1 n. V. (4:3 i. E.) | Herfølge BK        |
| FC Aarhus          | 2:4                   | HFK Sønderjylland  |
| BK Frem Sakskøbing | 1:2                   | Brønshøj BK        |
| BK Friheden        | 2:4                   | BK Skjold Østerbro |
| Glostrup FK        | 0:4                   | Hvidovre IF        |
| Hjørring AIK Frem  | 1:2                   | FC Nordjylland     |
| Holstebro BK       | 3:2                   | B 1913 Odense      |
| KFUM Kopenhagen    | 0:3                   | Fremad Amager      |
| Korup IF           | 2:1                   | Skive IK           |
| Køge BK            | 4:2                   | Farum BK           |
| IK Skovbakken      | 0:1                   | Dalum IF           |
| Søndermarkens IF   | 1:2                   | Næstved BK         |
| Ølstykke FC        | 0:1                   | BK Frem Kopenhagen |

## 4. Runde
Teilnehmer: Die 14 Sieger der dritten Runde, der Erste und Zweite der 1. Division 2000/01, sowie die vier Vereine auf den Plätzen sieben bis zehn der Superliga 2000/01.
|                    | Ergebnis              |                   |
| ------------------ | --------------------- | ----------------- |
| B.93 Kopenhagen    | 0:2                   | Randers SK Freja  |
| Brønshøj BK        | 0:1                   | AB Gladsaxe       |
| FC Nordjylland     | 0:2                   | Aarhus GF         |
| BK Frem Kopenhagen | 2:3                   | Esbjerg fB        |
| Fremad Amager      | 0:1                   | Næstved BK        |
| Holstebro BK       | 1:2                   | Lyngby BK         |
| Hvidovre IF        | 0:0 n. V. (5:6 i. E.) | Køge BK           |
| Korup IF           | 4:1                   | Dalum IF          |
| BK Skjold Østerbro | 1:0 n. V.             | HFK Sønderjylland |
| Vejle BK           | 1:2                   | Odense BK         |

## 5. Runde
Teilnehmer: Die 10 Sieger der vierten Runde und die besten sechs Vereine der Superliga 2000/01.
|                    | Ergebnis              |                  |
| ------------------ | --------------------- | ---------------- |
| Aarhus GF          | 1:2                   | Esbjerg fB       |
| Brøndby IF         | 2:4                   | Odense BK        |
| FC Midtjylland     | 1:1 n. V. (2:4 i. E.) | Aalborg BK       |
| Korup IF           | 0:0 n. V. (4:5 i. E.) | Randers SK Freja |
| Køge BK            | 2:3                   | AB Gladsaxe      |
| Næstved BK         | 4:2                   | Lyngby BK        |
| BK Skjold Østerbro | 1:3                   | Silkeborg IF     |
| Viborg FF          | 0:2                   | FC Kopenhagen    |

## Viertelfinale
Teilnehmer: Die 8 Sieger der vierten Runde.
|                  | Ergebnis              |               |
| ---------------- | --------------------- | ------------- |
| Esbjerg fB       | 1:0                   | AB Gladsaxe   |
| Næstved BK       | 1:5                   | FC Kopenhagen |
| Odense BK        | 1:1 n. V. (5:4 i. E.) | Aalborg BK    |
| Randers SK Freja | 3:2                   | Silkeborg IF  |

## Halbfinale
|               | Gesamt |                  | Hinspiel | Rückspiel |
| ------------- | ------ | ---------------- | -------- | --------- |
| FC Kopenhagen | 1:0    | Esbjerg fB       | 1:0      | 0:0       |
| Odense BK     | 1:0    | Randers SK Freja | 1:0      | 0:0       |

## Finale
| Paarung        | Odense BK – FC Kopenhagen |
| Ergebnis       | 2:1 (2:0) |
| Datum          | 9. Mai 2002 |
| Stadion        | Parken, Kopenhagen |
| Zuschauer      | 28.841 |
| Schiedsrichter | Tonny Kolbech Poulsen |
| Tore           | 1:0 Søren Berg (9.) 2:0 Dennis Siim (12.) 2:1 Christian Lønstrup (83.) |
| Odense BK      | Karim Zaza – Dennis Siim, Michael Hemmingsen, Lars Jacobsen, Fernando Derveld – Kaspar Dalgas (83. Jonas D. Schmidt), Carsten Hemmingsen, Andrew Tembo (87. Torben Sangild), Morten Rasmussen – Søren Berg (65. Ulrik Johansen), Mwape Miti Cheftrainer: Troels Bech                                |
| FC Kopenhagen  | Magnus Kihlstedt – Tomas Antonelius, Bo Svensson (85. Bora Živković), Martin Albrechtsen, Peter Christiansen – Christian Lønstrup, Erik Mykland, Christian Poulsen, Thomas Røll Larsen (78. Carsten Fredgaard) – Peter Møller (68. Todi Jónsson), Sibusiso Zuma Cheftrainer: Hans Backe ( Schweden) |